# Књижевна заједница „Борисав Станковић“
Књижевна заједница „Борисав Станковић“ је организација књижевника, научника и уметника основана маја 1989. године. У чланове спадају значајна имена српске књижевности, као и сви добитници награде Борисав Станковић. 

## Оснивање
Оснивач Књижевне заједнице „Борисав Станковић“ је Мирослав Цера Михаиловић, који је на оснивачкој скупштини изабран за првог председника организације. У осниваче, поред Михаиловаћа, спадају и Вера Ценић, Сунчица Денић, Радојица Стојиљковић, Драгољуб Шћекић, Николај Тимченко, Зоран Вучић, Душан Вукајловић и Срба Игњатовић, а оснивање је подржао и Иницијативни одбор који чини 68 чланова из књижевне и научне заједнице. Књижевна заједница је основана ради очувања и афирмисања књижевног дела Борисава Станковића, али и књижевних дела како Србије, тако и региона. Неке од активности Књижевне заједнице су организовање скупова, сусрета, симпозијума, других књижевних манифестација, али и издавачка делатност. 

## Активности
Само годину дана по оснивању Књижевне заједнице покренут је месечник за књижевност, уметност и друштвена питања Други лист, чије је издавање након неколико бројева обустављено. 
У организацији Књижевне заједнице „Борисав Станковић“ одржано је преко 400 књижевних програма и трибина, које су окупљале нека од  најзначајнијих имена домаће и стране књижевне, научне и уметничне сцене. Заједница је била издавач за преко 70 књига домаћих и страних аутора савремене и класичне књижевности. 
Заједница је један од оснивача културне манифестације Борина недеља, која се традиционало преко пола века одржава у трајању од недељу дана, од 23. до 29. марта, у Врању. Током ове манифестације се додељује и награда Борисав Станковић, која представља једну од најважнијих књижевних награда у Србији. Од 2011. године додељују се и плакета Борисав Станковић за изузетан допринос српској књижевности и неговање вредности дела Борисава Станковића и Мајсторско писмо за целокупан допринос књижевности.

## Награде и признања
Неке од награда које је Књижевна заједница „Борисав Станковић“  добила за своје доприносе:
- Специјално признање 60. Београдског сајма књига[4]
- Велика медаља Удружења књижевника Србије
- Награда Седми септембар, Општине Врање
- Плакета Бранко Миљковић, Миљковићевих поетских свечаности
- Златна плакета Димитрије Адамовић
- Златна плакета Жак Конфино
- Награда Иво Андрић
- Награде Печат вароши сремскокарловачке и Круну деспота Стефана
- Награда Матићев шав